# Mick Jackson
Mick Jackson (4 de octubre de 1943) es un director de cine y productor de televisión británico. Entre 1973 y 1987, Jackson dirigió muchas producciones documentales y dramáticas para BBC TV y Channel 4. Trasladándose a Hollywood, dirigió largometrajes, entre ellos El guardaespaldas, protagonizado por Kevin Costner y Whitney Houston. En 2010 Jackson ganó un premio Emmy en la categoría de mejor director de una miniserie, película o especial dramático por la película de televisión biográfica teatral Temple Grandin.

## Filmografía

### Como director
- 1989 - Chattahoochee
- 1991 - Los Angeles Story
- 1992 - El guardaespaldas
- 1994 - Clean Slate
- 1995 - Enjuiciamiento: El caso McMartin
- 1997 - Volcano
- 2002 - The First $20 Million Is Always the Hardest
- 2016 - Denial